# برايان هولاند
برايان هولاند (بالإنجليزية: Brian Holland)‏ هو كاتب أغاني ومغني وموسيقي ومنتج أسطوانات وملحن أمريكي، ولد في 15 فبراير 1941 في ديترويت في الولايات المتحدة.

## وصلات خارجية
- برايان هولاند على موقع IMDb (الإنجليزية)
- برايان هولاند على موقع ميوزك برينز (الإنجليزية)
- برايان هولاند على موقع قاعدة بيانات برودواي على الإنترنت (الإنجليزية)
- برايان هولاند على موقع أول ميوزيك (الإنجليزية)
- برايان هولاند على موقع ديسكوغز (الإنجليزية)
- برايان هولاند على موقع قاعدة بيانات الفيلم (الإنجليزية)